# Natalia Chatziloizou
Natalia Chatziloizou (griechisch Ναταλία Χατζηλοΐζου; * 23. März 1979 in Wizebsk als Natallja Baranouskaja belarussisch Наталля Бараноўская, russisch Наталья Барановская / Natalja Baranowskaja, wiss. Transliteration Natal'ja Baranovskaja) ist eine belarussisch-zypriotische Schwimmerin.
Die in Belarus geborene Schwimmerin startete erstmals für ihr Heimatland bei den Olympischen Sommerspielen 1996 in Atlanta. Dabei schied sie mit der belarussischen Staffel über 4 × 100 Meter Freistil und 4 × 200 Meter Freistil bereits in der ersten Runde aus. Zwei Jahre später kam sie mit der belarussischen Mannschaft im Rahmen eines Trainingslagers in Limassol erstmals in Kontakt mit Zypern. Zwei Jahre später startete sie bei den Olympischen Sommerspielen 2000 in Sydney. Über 200 Meter Freistil erreichte sie dabei den 6. Platz. Im gleichen Jahr gewann sie bei den Schwimmeuropameisterschaften 2000 den Europameistertitel über diese Strecke sowie Silber über 400 Meter Freistil. Zwei Jahre zuvor hatte sie bereits Bronze über 200 Meter Freistil gewonnen.
2001 fasste sie den Entschluss, mit 22 Jahren ihre Karriere zu beenden. 2003 kam sie jedoch auf Besuch zurück nach Zypern und lernte dort ihren heutigen Mann und Trainer Giorgos Chatziloizou kennen. 2006 kehrte sie mit dessen Hilfe zurück ins Schwimmbecken. Bei den Olympischen Sommerspielen 2008 in Peking startete sie erstmals wieder bei einem internationalen Wettkampf und erreichte über 100 Meter Schmetterling den 45. Platz.